# 김판규 (해군 제독)
김판규(金判圭, 1959년 ~ )는 대한민국 군인 출신 대학 교수이다.

## 주요 이력

### 경력
- 대한민국 해군본부 정훈참모부 정책실 실장(해군 대령, 2006년 2월 6일 ~ 2006년 11월 1일).
- 대한민국 해군 제9잠수함전투전단장(2006년 11월 1일 ~ 2008년 12월 8일, 해군 대령 → 해군 준장).
- 대한민국 해군 제9잠수함전투전단장 재직 시절 해군 준장 진급(2007년 2월).
- 대한민국 해군 특수전항공비행전단장(2008년 12월 8일 ~ 2014년 2월 20일, 해군 준장 → 해군 소장).
- 대한민국 해군 특수전항공비행전단장 재직 시절 해군 소장 진급(2009년 2월).
- 대한민국 해군본부 인사참모부 부장(해군 소장 → 해군 중장, 2014년 2월 20일 ~ 2016년 4월 26일).
- 대한민국 해군본부 인사참모부 부장 재직 시절 해군 중장 진급(2015년 4월 30일).
- 대한민국 해군사관학교 교장(2016년 4월 26일 ~ 2016년 5월 31일).
- 대한민국 해군교육사령관(2016년 5월 31일 ~ 2016년 8월 21일).
- 대한민국 해군 제1함대사령관(2016년 8월 21일 ~ 2016년 10월 27일).
- 대한민국 해군참모차장(2016년 10월 27일 ~ 2018년 11월 28일).
- 대한민국 해군 중장 예편(2018년 11월 28일).
- 숭실대학교 겸임교수(2019년 2월).
- 세종대학교 국방시스템공학과 초빙교수(2019년 3월).
- 서울대학교 사범대학 부설고등학교 총동창회 이사
- 대한민국 예비역 장성모임 성우회 정책자문위원
- 국민의힘 세종광역시당 정책자문단 위원(2021년 8월 )
- 윤석열 제20대 대통령 선거 예비후보 국민캠프 미래국방혁신4.0특별위원회 한미동맹특별위원회 부위원장(2021년 9월 ~ 2021년 11월)
- 국민의힘 살리는 선거대책위원회 중앙선거대책위원회 산하 위원회 국방혁신위원회 위원(2021년 12월 ~ 2022년 1월)
- 대한민국 해군발전협회 부회장(2022년 3월)
- 대한민국 해군발전협회 수석부회장
- 한양대학교 창의융합교육원 교수
- 대통령직속위원회 국방혁신위원회 위원(2023년 5월)
- 주나이지리아대사(2024년 3월 ~ )

### 학력
- 서울사대부설고등학교 졸업
- 해군사관학교 37기 문학사
- 육군보병학교 외부출신위탁교육과정 수료
- 미국 미주리 종합군사학원 수료
- 미국 버지니아 종합군사학원 수료
- 대한민국 국방대학교 행정학사
- 한국방송통신대학교 대학원 경영학과 경영학 석사
- 경남대학교 대학원 경영학과 경영학 박사